# Paradiarsia littoralis
Paradiarsia littoralis là một loài bướm đêm trong họ Noctuidae.